# Franz Helmut Becker

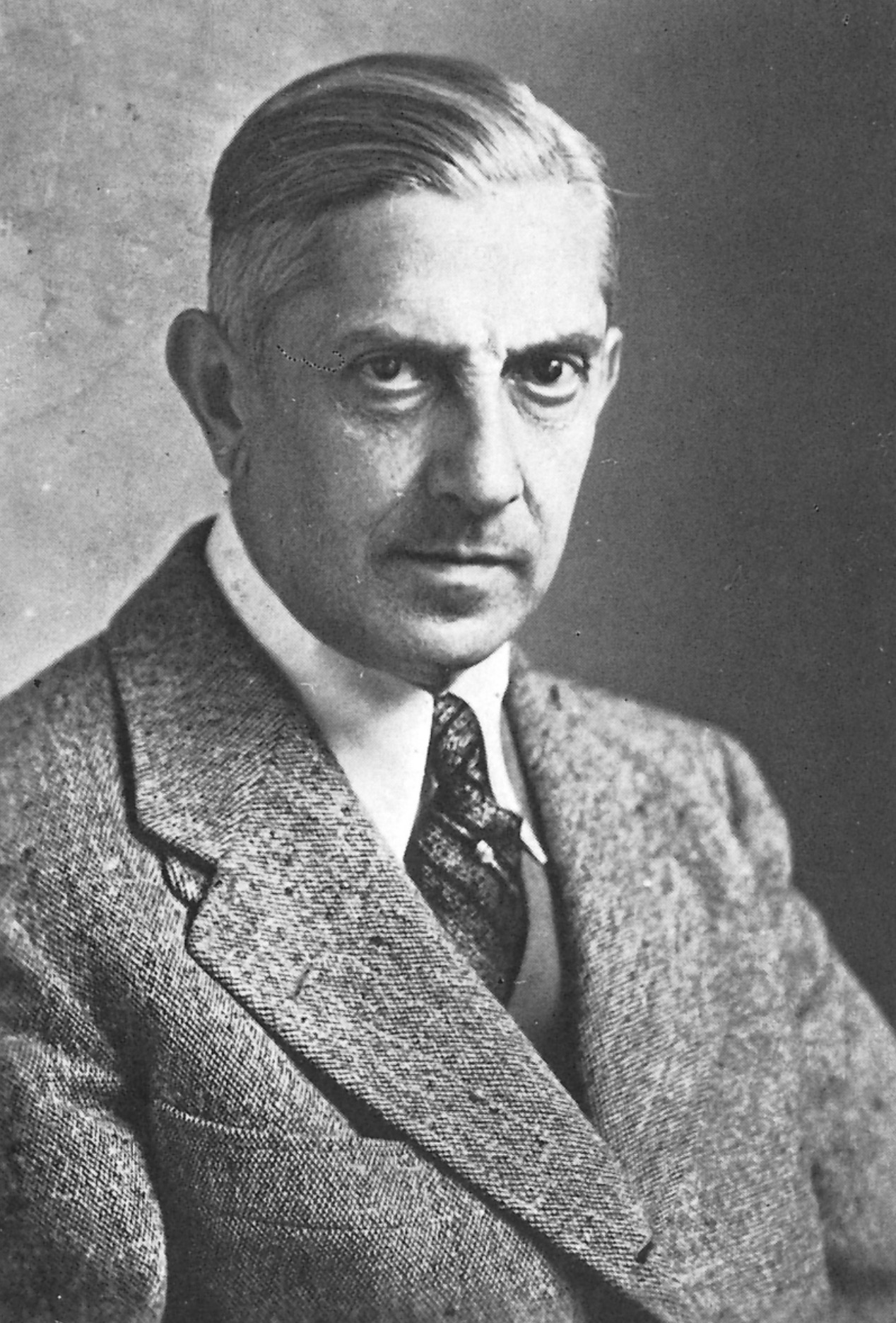
Porträtfoto aus: Wilhelm Weber – Franz Helmut Becker. St. Ingbert/Saar 1994, S. 19

Franz Helmut Becker (* 17. März 1894 in St. Ingbert; † 7. April 1952 in Heidelberg) war ein deutscher Maler, Grafiker und Kunstsammler. Er hinterließ ein umfangreiches Werk, das zuletzt 1994 in einer großen Gedächtnisausstellung im Museum St. Ingbert gezeigt wurde. Sein Frühwerk war zunächst von der Kunst Albert Weisgerbers und Paul Cézannes, dann vom deutschen Expressionismus beeinflusst. Später arbeitete er im Sinne der Neuen Sachlichkeit. Auf zahlreichen Malreisen ab Ende der 1920er Jahre entwickelte er einen eigenen Stil der Landschaftsmalerei. Motive vor allem aus Italien (Campagna), Korsika, dem Chiemgau und der Marne. Der deutsche Kunsthistoriker und Museumsdirektor Wilhelm Weber hat das Werk des Künstlers in mehreren Ausstellungen präsentiert und in einer ausführlichen Monographie (1994) gewürdigt.

## Leben und Werk
Franz Helmut Becker wurde 1894 in St. Ingbert als Sohn des Brauereibesitzers Georg Becker und der Bertha Regina Becker, geb. Schmitt, geboren. Der 1878 ebenfalls in St. Ingbert geborene Albert Weisgerber – in München als Maler bei Franz von Stuck ausgebildet und Präsident der Münchner Sezession – erkannte und förderte die künstlerische Begabung des 16 Jahre Jüngeren, indem er ihm ein Studium an der Münchner Akademie empfahl. Franz Helmuts Mutter, die der Familientradition nach aus der pfälzischen Malerfamilie Schmitt stammte, unterstützte das malerische Talent ihres Sohnes.
1911 erfolgte ein Besuch der privaten Kunstschulen Schmitz-Zeilinger und Hermann Groeber in München.
1913 belegte er ein Studium an der Akademie der Bildenden Künste in München, sein Zeichenlehrer war der aus Ballweiler (bei St. Ingbert) stammende Professor Carl Johann Becker-Gundahl. Franz Helmut Becker wurde später Meisterschüler von Hermann Groeber. Er schloss Bekanntschaft mit Edgar Jené aus Saarbrücken und Hermann Croissant aus Landau, die ebenfalls bei Becker-Gundahl studierten. Ein Treffen der Künstler war bei Kathi Kobus, der humorvollen Wirtin des berühmten „Simpl“ (Künstlerkneipe Simplicissimus) in München. Aus dieser Zeit gibt es gezeichnete Porträt- und Aktstudien, auch gemalte Porträts aus der Akademiezeit bei Hermann Groeber; danach verschwindet das Porträtthema aus seiner Kunst. Früheste Radierungen schuf er 1913, später – 1916 – wichtige Radierungen auch religiösen Inhalts; studierte die Technik bei Peter Halm.
1914 - 1918 leistete er Militärdienst. Es folgte eine Teilnahme an den Kämpfen an der Westfront und an den Stellungskämpfen um Arras. Zeichnete Lagepläne (von Arras) und zahlreiche Feldpostkarten. Am 20. November 1918 wurde er entlassen. Ende des Jahres folgte eine Wiederaufnahme des Malereistudiums an der Akademie.
1918 bis 1922 hatte er einen Aufenthalt teils in München, teils in Feldwies am Chiemsee. Zahlreiche Reisen und Aufenthalte erfolgten in Italien: Positano und Pastinello am Golf von Neapel, Olevano in den Aequerbergen und Sizilien. Bis 1924 leistete er gelegentlich Mitarbeit an der satirischen Zeitschrift »Jugend«. Ein Stillleben war 1919/1920 von Cézanne beeinflusst. Es folgte eine Weiterführung des Themas „Badende“. Anfang der 1920er Jahre entstanden Anklänge an den deutschen Expressionismus. Später folgten Stillleben und Landschaften im Sinne der Neuen Sachlichkeit und Viele italienische Dorfansichten (Olevano Romano), Immer menschenleer.

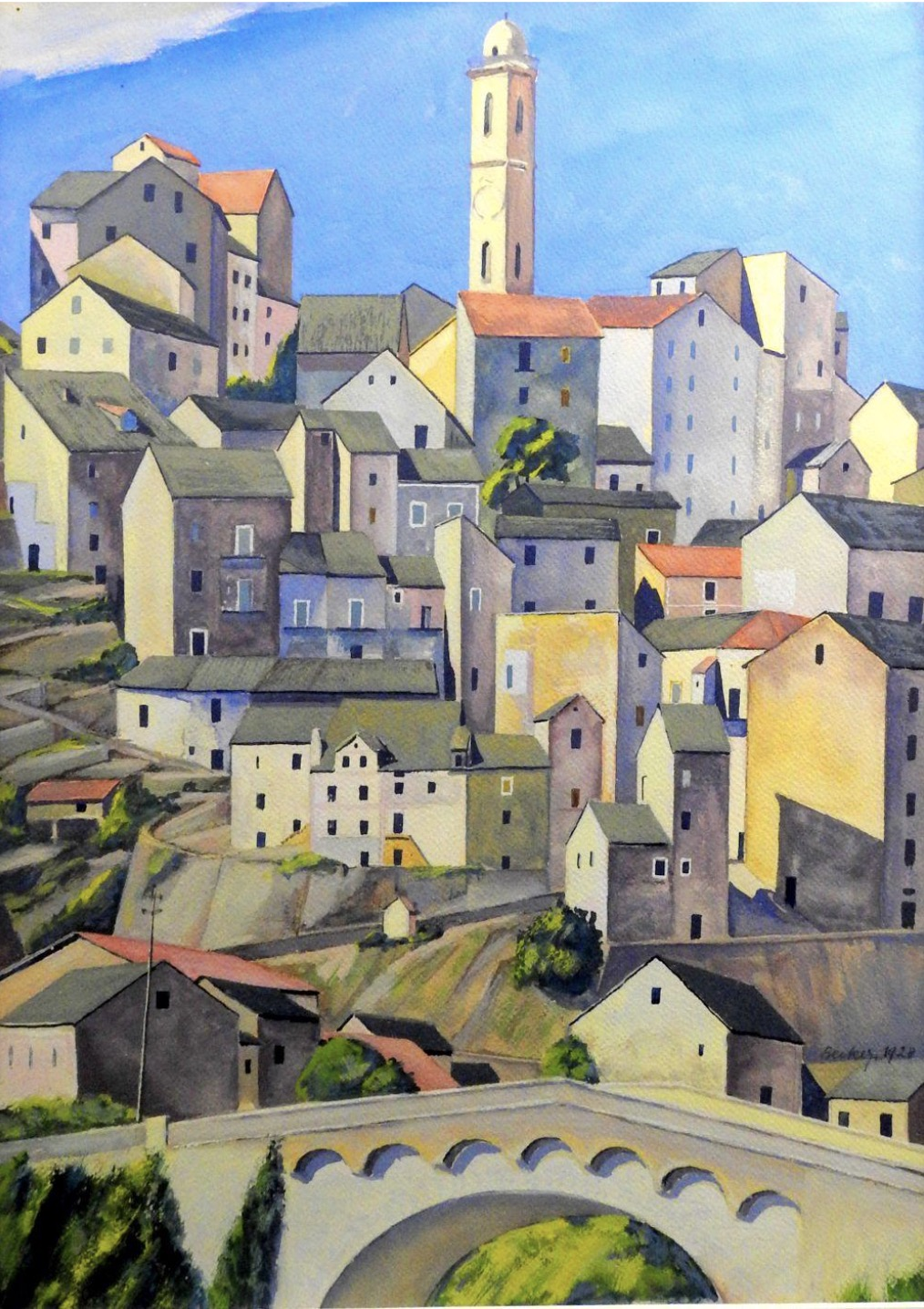
In Italien, um 1928

1926 unternahm er seine Erste Reise nach Korsika, der 1928, 1929 und 1930/31 weitere Aufenthalte auf der Insel folgten. Hauptsächlich schuf er weite Berglandschaften und Küstenbilder, meist in Temperamalerei ausgeführt.
1928 war seine Heirat mit Aenne Schoengen.
1932 wurde er In Deutschland zunächst wohnhaft in Wiesbaden, dann folgte seine Übersiedlung nach München. Wohnung und Atelier hatte er in der Habsburgerstraße im Stadtteil Schwabing. Ihr Haus wurde zum Treffpunkt pfälzischer Künstler, darunter der aus Kaiserslautern stammende Bildhauer Emil Krieger, der in Wolfstein geborene und später in Saarbrücken lebende Fritz Zolnhofer und Ludwig Eckl. Aenne und Franz Helmut Becker lebten bis zum Zweiten Weltkrieg in München. Es entstanden Wieder Chiemsee-Landschaften. 1937 war der Beginn eines Augenleidens.
Ab 1934 entstanden fast ausschließlich Landschaftsmotive aus dem Chiemgau, vor allem vom Chiemseeufer (Kampenwand) aus gesehen. Die Pastell-Technik ersetzt die Tempera-Technik. Verwendet hat er nun eine eigentümliche Zeichentechnik: Kohle- und Farbstifte auf Wachs.
1943/44 erfolgte die Zerstörung von Wohnung und Atelier in München durch Bombenangriff, sowie der Verlust zahlreicher Werke und Dokumente bis in diese Zeit. 1944 war die Rückkehr nach St. Ingbert. Wohnung und Atelier hatte er in der Kaiserstraße 176 unterhalb der Becker-Brauerei.
1946 bis 1951 hatte er Aufenthalte in Paris (im Hôtel Madison) und Malreisen vor allem an die Marne. Landschaftsmotive von der Marne werden fast ausschließlich in Pastelltechnik ausgeführt. Er stellte verschiedene Jahreszeiten und Wetterverhältnisse (z. B. Nebel) dar, Auch religiöse Motive (Bethlehem). Bilder präsentierte er in Ausstellungen französischer Künstlervereinigungen.
Am 7. April 1952 verstarb Franz Helmut Becker nach kurzer schwerer Krankheit in Heidelberg.

## Ausstellungen
Teilnahme an zahlreichen Kunstausstellungen, regelmäßig in München, aber auch in Köln, Mannheim, Basel, Zürich, Bern, Genf, Rom, Madrid, Barcelona, Paris, Amsterdam und Den Haag. Die Unterlagen darüber sind bei der Zerstörung des Münchner Hauses und Ateliers durch Bombeneinwirkung im Jahre 1944 weitgehend verloren gegangen.

### Einzelausstellungen
- Saarbrücken. Saarlandmuseum, Gedächtnisausstellung zum 60. Geburtstag von Franz Helmut Becker, Februar bis März 1954
- St. Ingbert, Künstlerhaus, Übernahme der Gedächtnisausstellung des Saarlandmuseums, 18. März bis April 1954
- Kaiserslautern. Pfalzgalerie. Franz Helmut Becker zum 80. Geburtstag. Gemälde und Graphik 1. – 25. April 1973
- St. Ingbert, Rathaus, Franz Helmut Becker – Mensch und Maler, Gedächtnisausstellung zum 90. Geburtstag, 12. Mai – 3. Juni 1984
- Museum Sankt Ingbert, Gedächtnisausstellung zum 100. Geburtstag von Franz Helmut Becker, 17. 3. – 15. 4. 1994
- Galerie Lahcen & Rabe, Franz Helmut Becker, Saarbrücken, 1995

### Ausstellungsbeteiligungen
- Neustadt/Weinstraße, Saalbau, Pfälzer Künstlergenossenschaft e.V. 1945
- Paris, La Grande Galerie, Faubourg St. Honoré
- Ausstellungsbeteiligung bei »Artistes Français«, »Ecole Francaise« und im »Salon d'Hiver«; in Deauville beim II. Grand Prix. Er gewann den »Prix de Paysage«.
- München, Städtische Galerie im Lenbachhaus, Gedächtnisausstellung für die Maler Benno Becker, Franz Helmut Becker, Theodor Feucht, Hermann Groeber, Gerhard von Haniel, Ernst Kozics, Georg Mayer-Franken, Ludwig Passini, Otto Strützel vom 2.- 30. Oktober 1955. 34 Gouachen und Temperabilder waren von Helmut Becker dort ausgestellt, dazu die Bildnisbüste des Malers von Prof. Emil Krieger
- Mannheim, Kunstverein, Gruppenausstellung 1969
- Kaiserslautern, Pfalzgalerie, Malerei, Skulptur, Graphik aus dem Saarland, 23. Februar – 23. März 1969 (ausgestellt waren sieben Bilder)
- St. Wendel, Museum im Mia-Münster-Haus, Saarländische Künstler um Mia Münster, 25. 4. – 18. 6. 1989
- Mannheim, Kunsthalle, Ausstellung „Neue Sachlichkeit - Figurative Malerei der 20er Jahre“, 9. 10. 94 – 30. 1. 1995

## Ehrungen und Auszeichnungen
- 1951 6. November Verleihung des Prix de Paysage, Ehrenmedaille und Anerkennungsdiplom für die Teilnahme am Deuxième Grand Prix de Deauville  im französischen Seebad. Er erhält die Auszeichnung aus den Händen des Ministers für Schöne Künste, Monsieur Cornu, im Ministère de l'Information in Paris. Ernennung zum Membre du Conseil d'Administration du C.E.D.A.L. auf Vorschlag von René Borel, Délégué Général du Centre d'Etudes pour le Développement des Arts et des Lettres.
- 1952 Der „Prix de Paysage“ von Deauville wurde auf Vorschlag von René Borel in „Prix Helmut Becker“ umbenannt.